# Палестин (Техас)
Палестин (англ. Palestine [ˈpælɛstiːn]) — город в США, на востоке Техаса, административный центр округа Андерсон. Население 17 598 человек по переписи 2000 года. Палестин был назван в честь деревни Палестин, Иллинойс.

## География
Палестин расположен недалеко от центра округа Андерсон. Несколько пронумерованных автомагистралей сходятся в городе, включая американские шоссе 79, 84и 287, а также шоссе штата Техас 19 и 155.
По данным Бюро переписи населения США, общая площадь города составляет 50,7 км², из которых 50,2 км² занимают суша и 0,5 км², или 1,06 %, покрыты водой.

### Озеро Палестина
Озеро Палестина-это пресноводное озеро, образовавшееся в результате строительства плотины Блэкберн-Кроссинг на реке Нечес в 1962 году. Озеро имеет площадь 25 600 акров с общей длиной 28,97 км и 217,26 км береговой линии, средней глубиной 4,95 метров. В Палестине обитает множество видов пресноводных рыб, включая окуня, краппи и сома. Озером  владеет и управляет Муниципальное водное управление верхней реки. Город Палестина имеет водный контракт на 25 миллионов галлонов воды в день, обслуживаемый плотиной канала .

### Климат
- В среднем самый теплый месяц-июль.
- Самая высокая зарегистрированная температура была 45°С в 1954 году.
- В среднем самый прохладный месяц-январь.
- Самая низкая зарегистрированная температура была -20°С в 1930 году.
- Максимальное среднее количество осадков выпадает в октябре.

## Правительство

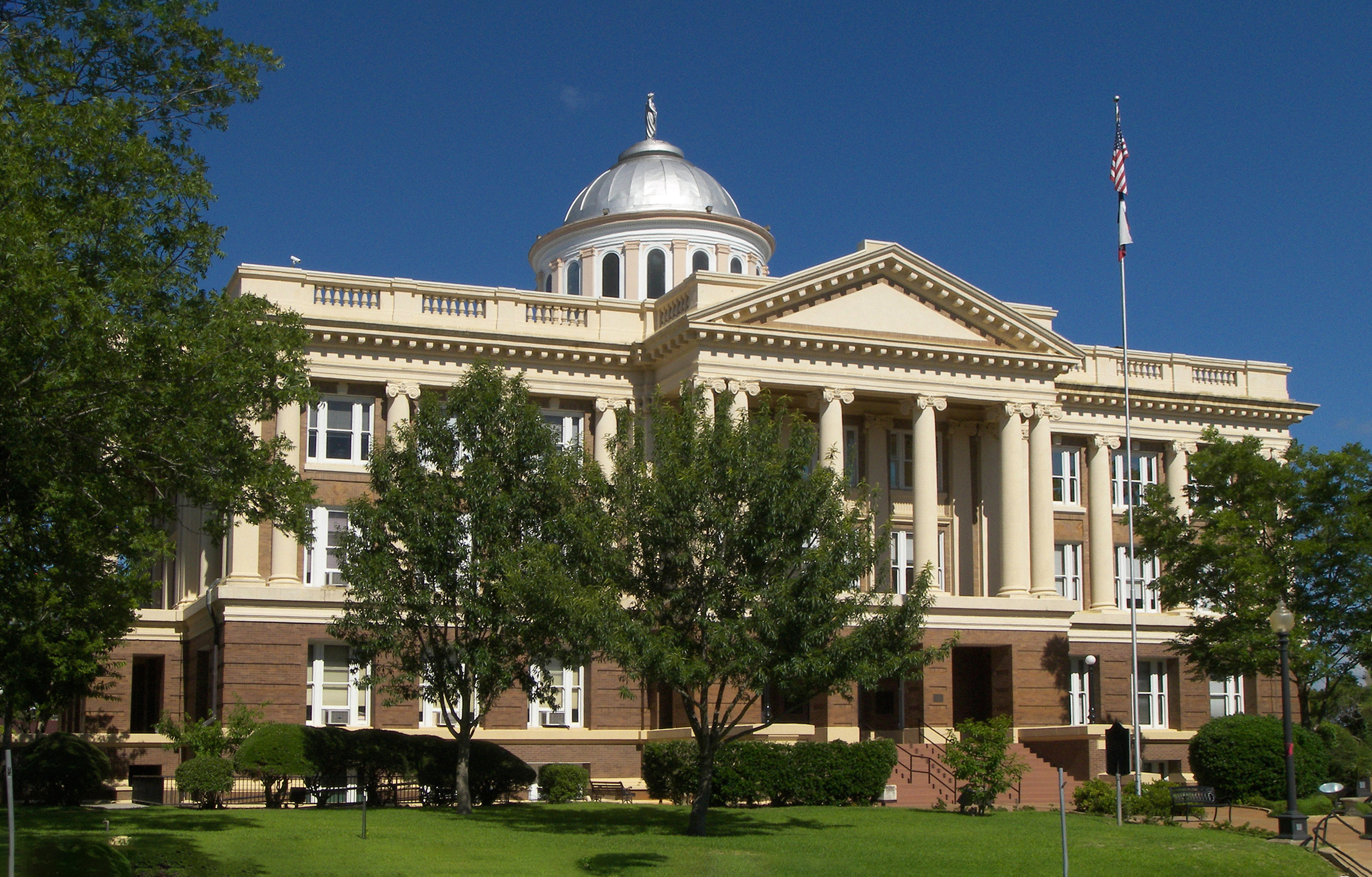
Здание суда округа Андерсон в Палестине было объявлено зарегистрированной исторической достопримечательностью Техаса в 1988 году и внесено в Национальный реестр исторических мест 28 сентября 1992 года.

### Местное самоуправление
Согласно последнему аудированному годовому финансовому отчету города, общий фонд города имел $13,1 млн доходов, $14,6 млн расходов, $3,1 млн общих активов, $0,4 млн общих обязательств и $ 6,7 млн наличных инвестиций по всем фондам.
Структура управления и координации деятельности городских служб такова:
| Городской отдел                     | Директор      |
| ----------------------------------- | ------------- |
| Временный сити-менеджер             | Лесли Клоер   |
| Городской секретарь                 | Тереза Эррера |
| Директор службы развития            | Марк Миарс    |
| Директор по экономическому развитию | Гейл Купер    |
| Директор по чрезвычайным ситуациям  | Майк Филлипс  |
| Финансовый директор                 | Джим Махони   |
| Начальник пожарной охраны           | Шеннон Дэвис  |
| Директор библиотеки                 | Тереза Холден |
| Начальник полиции                   | Энди Харви    |
| Директор общественных работ         | Тим Перри     |

#### Аэропорт
Палестин  обслуживается муниципальным аэропортом общей авиации Палестины, расположенным на северо-западной окраине города.  Взлетно-посадочная полоса 18/36 имеет длину 1,53 км а расстояние поперечной взлетно-посадочная полоса 9/27 -  1,22 км .
Палестина обслуживалась авиакомпанией «Texas International Airlines» в 1940-1950-е годы на самолетах Douglas DC-3.

#### Сточные воды
Водоочистная станция работает 24 часа в сутки, 7 дней в неделю, обрабатывая и перекачивая в среднем 3 миллиона галлонов воды в день между озером Палестина и жителями города. В системе водораспределения используется 26 лифтовых станций и около 442,57 км водопроводных лини .

## Образование

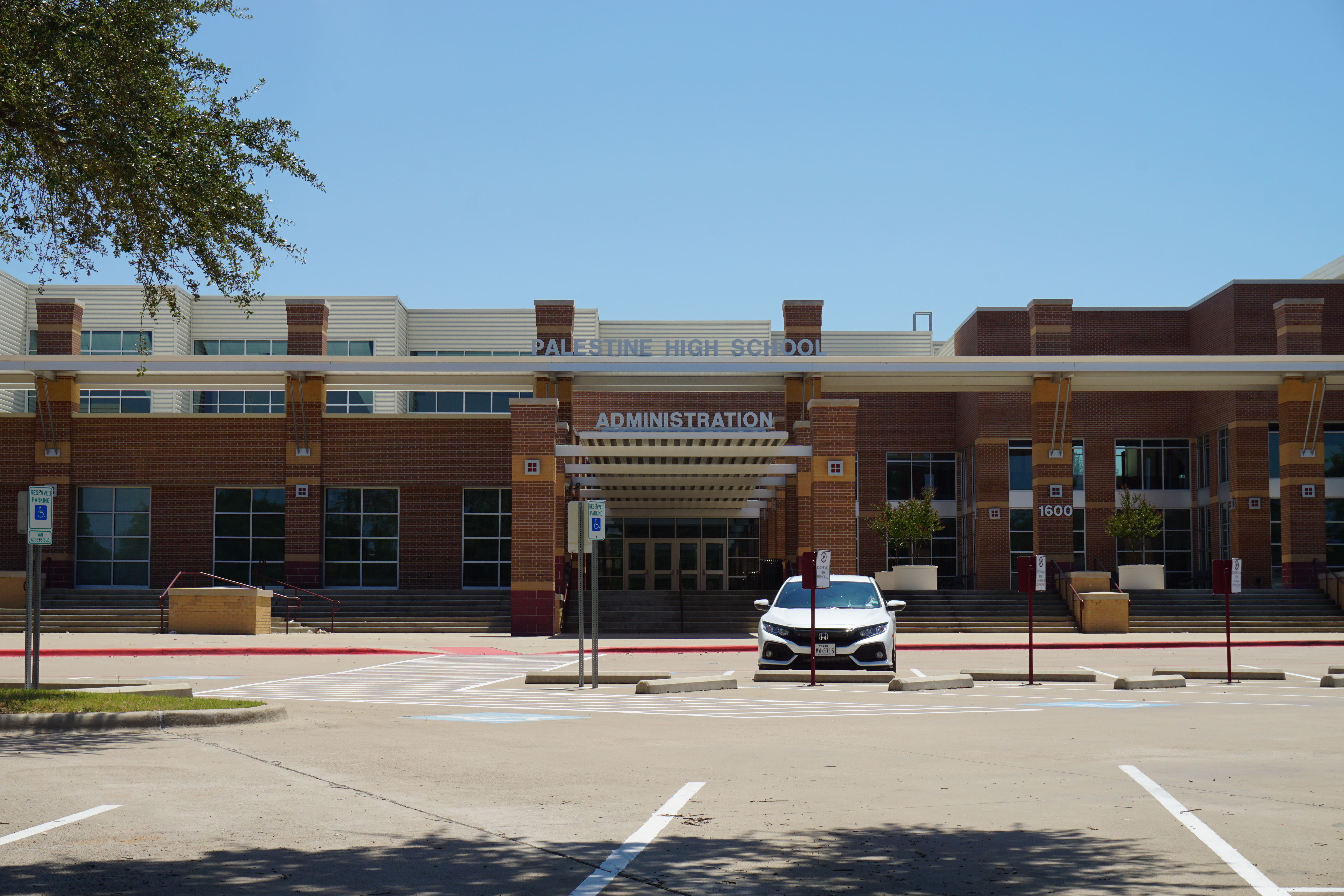
Палестинская Средняя Школа

Палестинский независимый школьный округ, насчитывающий почти 3500 учащихся, является самым крупным школьным округом в Палестине. Район включает в себя:
- Палестинская высшая школа, 9-12 классы
- Палестинская Средняя школа, 7-8 классы
- Начальная школа Саутсайда, 2-3 классы
- Нортсайд-Центр Раннего дошкольного возраста

В Независимом Школьном Округе Вествуд проживает около 1700 студентов. Район включает в себя:
- Вествудская Средняя школа, 9-12 классы
- Вествудская Средняя школа, 7-8 классы
- Начальная школа Вествуда, 3-6 классы
- Вествудская начальная школа